# Sidney Lee

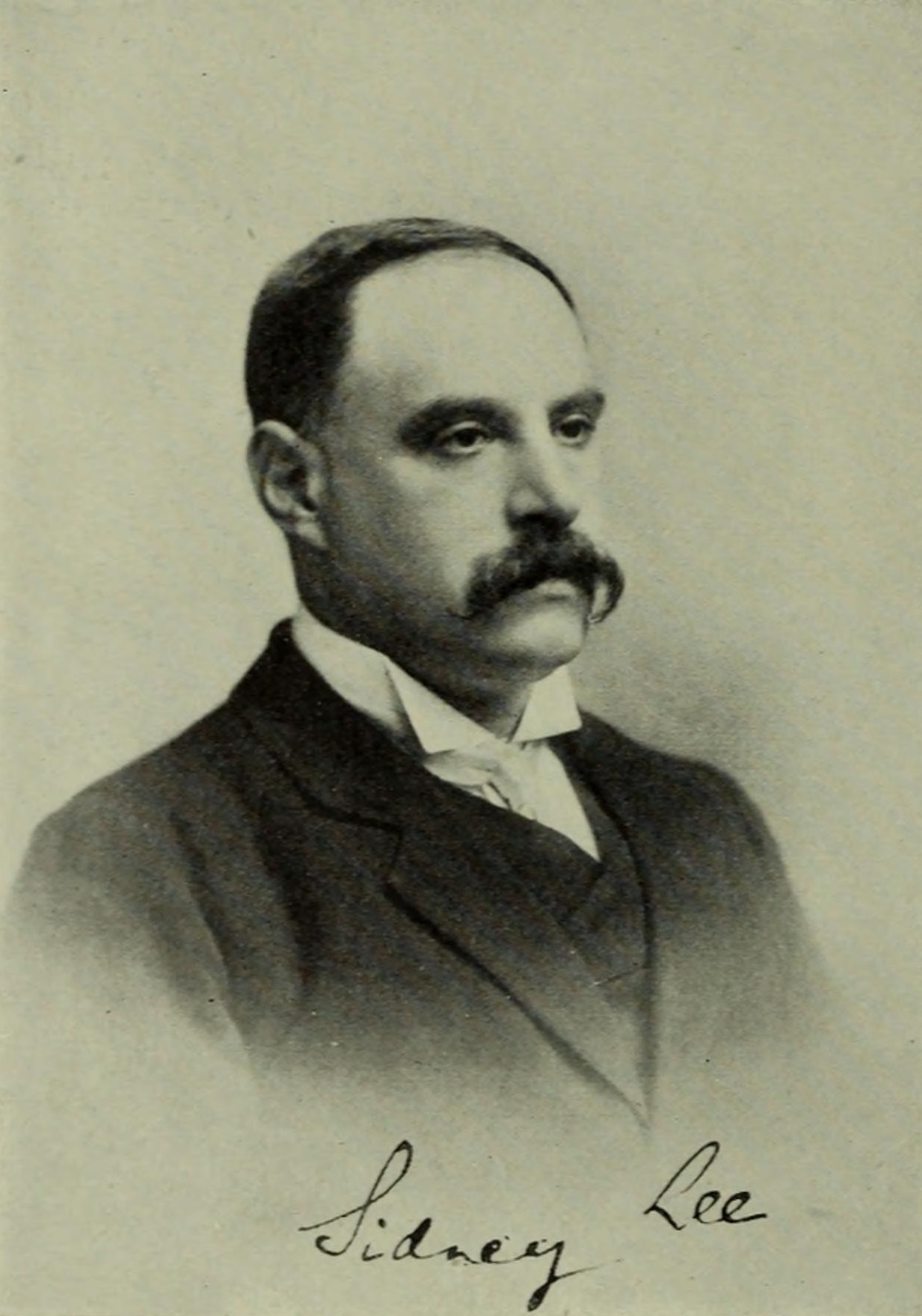
Sidney Lee (c. 1906).

Sidney Lee (Londres, 5 de diciembre de 1859 – Londres, 3 de marzo de 1926), biógrafo y hombre de letras inglés, uno de los más importantes consagrados al género. 

## Biografía
Se educó en la Escuela de la Ciudad de Londres y en el Balliol College de Oxford, donde se graduó en historia moderna en 1882. Al año siguiente fue hecho editor ayudante del famosísimo Dictionary of National Biography; ya en 1890 fue editor adjunto y, al retirarse Sir Leslie Stephen en 1891, lo reemplazó. Lee contribuyó copiosamente al Diccionario escribiendo él mismo más de ochocientos artículos, sobre todo sobre autores isabelinos y hombres de estado. Le interesaron sobre todo los estudios sobre Shakespeare; publicó algunos trabajos sobre el tema en The Gentleman's Magazine. En 1884 publicó un libro sobre Stratford-on-Avon. Su artículo sobre Shakespeare en el Dictionary of National Biography formó el cimiento de su obra más importante, A Life of William Shakespeare (1898), que rehízo para su segunda edición en 1905 y para la tercera en 1925. En 1902 editó una edición facsímil del First Folio con las piezas teatrales de Shakespeare, y en 1902 y 1904 añadió varios suplementos con detalles sobre las variantes de las copias existentes; en 1906 hizo una edición completa del corpus shakespeariano. En 1911 fue nombrado sir.
Escribió también una Life of Queen Victoria (1902), Great Englishmen of the Sixteenth Century (1904), que es una colección de las conferencias que pronunció en el Lowell Institute de Boston, Massachusetts, en 1903; y Shakespeare and the Modern Stage (1906).

## Obras
- A life of William Shakespeare, London: Smith, Elder, & Co., 1898; 2.ª ed. 1905; London: Murray, 1925, 3.ª ed.
- The dictionary of national biography: From the earliest times to 1900. Fundado en 1882 por George Smith; editado por Sir Leslie Stephen y Sir Sidney Lee. Oxford [etc.]: Oxford University Press, 1973-1981, 29 vols.
- Shakespeare and the modern stage: with other essays London: Constable, 1907.
- Queen Victoria: a biography, London: Smith, Elder, & Co., 1902.
- Great Englishmen of the Sixteenth Century London: Archibald Constable, 1904.
- Shakespeare’s Sonnets Facsímil de Sidney Lee de la primera edición de 1609 desde la copia de la Malone Collection en la Biblioteca Bodleiana de Oxford. Con una introducción y bibliografía de Sidney Lee. Oxford: At the Clarendon Press, 1905.
- Principles of Biography (1911)
- Shakespeare and the Italian Renaissance (1915).
- Life of King Edward VII: A Biography, London 1925, 1927.

- Datos: Q179854
- Multimedia: Sidney Lee / Q179854